# Neuenmühle (Issigau)
Neuenmühle (früher auch Neumühle genannt) ist ein Gemeindeteil der Gemeinde Issigau im Landkreis Hof (Oberfranken, Bayern). Neuenmühle liegt in der Gemarkung Issigau.

## Geografie
Die Einöde liegt am Issigbach der Einöde Kupferbühl gegenüber. Die Staatsstraße 2198 führt nach Issigau (1,5 km nordöstlich) bzw. nach Brand (0,8 km südwestlich). Ein Wirtschaftsweg führt nach Saarhaus (0,5 km südlich).

## Geschichte
Gegen Ende des 18. Jahrhunderts bestand Neuenmühle aus einem Anwesen. Die Hochgerichtsbarkeit  hatten das Rittergut Issigau und das Rittergut Reitzenstein gemeinsam inne. Das Rittergut Issigau war Grundherr der Mühle.
Von 1797 bis 1810 unterstand Neuenmühle dem Justiz- und Kammeramt Hof. Infolge des Ersten Gemeindeedikts wurde Neuenmühle dem 1812 gebildeten Steuerdistrikt Issigau und der zugleich entstandenen Ruralgemeinde Issigau zugewiesen.

### Ehemaliges Baudenkmal
- Haus Nr. 84: Haupthaus der Mühle. Zweigeschossiges, verputzt massives Gebäude, zwei zu vier Achsen, mit Walmdach über hölzernen Kranzgesims; vermutlich spätes 18. Jahrhundert.[9]

### Einwohnerentwicklung
| Jahr      | 1819  | 1861  | 1871   | 1885   | 1900   | 1925   | 1950   | 1961   | 1970   | 1987  |
| Einwohner | *     | 11    | 7      | 5      | 10     | 4      | 6      | 3      | 2      | 3     |
| Häuser    |       |       |        | 1      | 1      | 1      | 1      | 1      |        | 1     |
| Quelle    | [ 7 ] | [ 2 ] | [ 11 ] | [ 12 ] | [ 13 ] | [ 14 ] | [ 15 ] | [ 16 ] | [ 17 ] | [ 1 ] |

## Religion
Neuenmühle ist evangelisch-lutherisch geprägt und bis heute nach St. Simon und Judas (Issigau) gepfarrt.